# Bundang-gu
Bundang-gu (koreanska: 분당구) är ett av de tre stadsdistrikten (gu) i staden Seongnam i provinsen Gyeonggi, 24 km sydost om Sydkoreas huvudstad Seoul. Vid utgången av 2020 hade distriktet 484 901 invånare.

## Administrativ indelning
Distriktet är indelat i 22 stadsdelar (dong):
Baekhyeon-dong,
Bundang-dong,
Geumgok-dong,
Gumi 1-dong,
Gumi-dong,
Imae 1-dong,
Imae 2-dong,
Jeongja 1-dong,
Jeongja 2-dong,
Jeongja 3-dong,
Jeongja-dong,
Pangyo-dong,
Sampyeong-dong,
Seohyeon 1-dong,
Seohyeon 2-dong,
Sunae 1-dong,
Sunae 2-dong,
Sunae 3-dong,
Unjung-dong,
Yatap 1-dong,
Yatap 2-dong och
Yatap 3-dong.